# Brest Iroise Cyclisme 2000
Le Brest Iroise Cyclisme 2000 (BIC 2000) est une ancienne équipe cycliste française évoluant en Division Nationale 1 et basée dans le Finistère. Elle a notamment compté dans ses rangs Olivier Le Gac ou encore Franck Bonnamour.

## Histoire de l'équipe

### 2011
En 2011, l'équipe dirigée par Yvon Caër obtient le label DN1 (Division Nationale 1). Ce label permet pour la première année au BIC 2000 de participer aux différentes manches de la Coupe de France DN1 (Coupe de France Look des clubs). Elle termine au terme de la saison douzième de ce classement. Elle obtient aussi le titre de Champion de Bretagne grâce à Anthony Vignes.

## BIC 2000 en 2016

### Effectif
| Cycliste          | Date de naissance | Nationalité | Équipe 2015               |  |
| ----------------- | ----------------- | ----------- | ------------------------- |  |
| Anthony Abgrall   | 8 juillet 1996    | France      | EC Landerneau             |  |
| Yann Botrel       | 14 mars 1990      | France      | BIC 2000                  |  |
| Florian Cam       | 22 juillet 1995   | France      | BIC 2000                  |  |
| Sébastien Coquil  | 14 avril 1992     | France      | BIC 2000                  |  |
| Cédric Delaplace  | 5 avril 1992      | France      | BIC 2000                  |  |
| Dylan Durand      | 24 janvier 1996   | France      | UC Nantes Atlantique      |  |
| Robin Féat        | 28 décembre 1997  | France      | UC Pays de Morlaix Junior |  |
| Enzo Ficheux      | 3 juin 1993       | France      | VS Valletais              |  |
| Erwan Guianvarc'h | 1er janvier 1979  | France      | BIC 2000                  |  |
| Gautier Hervo     | 12 avril 1997     | France      | UC Pays de Morlaix Junior |  |
| Valentin Madouas  | 12 juillet 1996   | France      | BIC 2000                  |  |
| Rodolphe Marie    | 15 juillet 1993   | France      | Pays de Dinan             |  |
| Benjamin Masson   | 15 mai 1995       | France      | BIC 2000                  |  |
| Jonathan Masson   | 10 février 1992   | France      | BIC 2000                  |  |
| Germain Omnés     | 22 juin 1995      | France      | BIC 2000                  |  |
| Baptiste Renault  | 12 novembre 1995  | France      | VC Pays de Loudéac        |  |

### Victoires
| Date       | Course                          | Pays   | Classe | Vainqueur        |
| ---------- | ------------------------------- | ------ | ------ | ---------------- |
| 31/07/2016 | 2e étape du Kreiz Breizh Elites | France | 2.2    | Valentin Madouas |